# Os Santos Padroeiros de Nápoles Adorando Cristo na Cruz
Os Santos Padroeiros de Nápoles Adorando Cristo na Cruz é uma pintura a óleo de 1660-1661 do artista barroco italiano Luca Giordano, atualmente no  Museu de Capodimonte em Nápoles. No canto inferior esquerdo estão os santos Baculus, Euphebius, Francis Borgia, Aspren e Candida, enquanto no canto superior esquerdo está Deus Pai.
O trabalho e a intercessão de São Januário foram encomendados por Gaspare de Bracamonte, vice-rei espanhol de Nápoles. Eles foram originalmente destinados aos altares laterais da nova igreja de Santa Maria del Pianto em Poggioreale, onde a maioria das vítimas da peste foram enterradas, com a encomenda do retábulo-mor indo para o outro grande artista então residente em Nápoles, Andrea Vaccaro. As duas obras de Giordano marcaram o fim da peste de 1656 em Nápoles.